# Shōgo Satō
Shōgo Satō (佐藤正午, Satō Shōgo) est un romancier japonais né le 25 août 1955 à Sasebo. Il est lauréat du Prix Naoki en juillet 2017.

## Sources
1. ↑  (en) Daisuke Kikuchi, « First-time writer Shinsuke Numata wins prestigious Akutagawa Prize », dans The Japan Times, le 19 juillet 2017, consulté sur www.japantimes.co.jp le 20 juillet 2017